# امپراتور میجی و جنگ بزرگ روسیه و ژاپن

امپراتور میجی

امپراتور میجی و جنگ بزرگ روسیه و ژاپن  (به ژاپنی: 明治天皇と日露大戦争 めいじてんのう と にちろだいせんそう) فیلمی ژاپنی محصول ۱۹۵۷ است. این فیلم را کونیئو واتانابه کارگردانی کرده‌است.

## خلاصه داستان
این فیلم تاریخ جنگ روسیه و ژاپن (۱۹۰۴–۱۹۰۵) را دنبال می‌کند.